# Jonielle Smithová
Jonielle Antoni Smithová (* 30. ledna 1996) je jamajská sprinterka. Reprezentovala Jamajku na mistrovstvích světa v atletice v roce 2019 a získala zlatou medaili ve štafetě 4 × 100 metrů.